# Glock 20
Die Glock 20 ist eine halbautomatische Pistole im leistungsstarken Kaliber 10 mm Auto. Verwendet wird sie nur von wenigen Polizeibehörden und Armeen, da der Rückstoß des 10-mm-Kalibers für zu stark befunden wurde (siehe Artikel über das Kaliber 10 mm Auto). Zu denen gehört z. B. die SIRIUS-Schlittenpatrouille (dänisch Slædepatruljen SIRIUS), eine Fernspäh-Hundeschlitten-Einheit der dänischen Streitkräfte zur Verteidigung Grönlands, die die Glock 20 zum Eigenschutz zur Verteidigung gegen Eisbären einsetzt.
Die Glock 20 hat eine Magazinkapazität von 15 Patronen und ein Gewicht von 785 g (ohne Magazin), bzw. 1110 g (mit vollem Magazin). Das leere Magazin wiegt 75 g und voll geladen ca. 325 g.
Es gibt die Glock 20 auch – so wie andere Glockmodelle – als Glock 20C (Compensator). Der Kompensator ist integraler Bestandteil der Waffenkonstruktion. Durch die in den Lauf erodierten Kompensatorbohrungen und den Fortsatz dieser Bohrungen durch den Schlitten wird ein Teil der sich bei der Schussabgabe ausdehnenden Gase nach oben abgeleitet, was das Hochschlagen der Waffe als Teil des Rückstoßes vermindert. Der Nachteil der Kompensatorkonstruktionen ist, dass durch das zum Teil nach oben geleitete Mündungsfeuer – besonders in Nachtsituationen – der Schütze geblendet werden kann und somit die Verwendung durch Militär, Polizei etc., nur eingeschränkt möglich ist.